# Santa María (La Laguna)
Santa María es un municipio filipino de segunda clase, perteneciente a la provincia de La Laguna, en la región de Calabarzon.

## Historia
Hacia mediados del siglo XIX, el lugar, ya por entonces perteneciente a la provincia de La Laguna, tenía contabilizada una población de 812 habitantes, repartidos en 136 casas. Aparece descrito en el segundo volumen del Diccionario geográfico, estadístico, histórico de las Islas Filipinas (1851) de Manuel Buzeta Núñez y Felipe Bravo con las siguientes palabras:

MARIA (Santa): pueblo con cura y gobernadorcillo, en la isla de Luzon, prov. de la Laguna, arz. de Manila; sit. en los 125° 6' 25" long., 14° 28' 40" lat., á la orilla izq. de un rio, en terreno llano, y clima templado y saludable. En la actualidad tiene este pueblo unas 136 casas; la igl. parr., que es de buena fábrica, pertenece á la administracion de los regulares. La casa parroquial y el tribunal son de mediana fábrica. Hay una escuela de instruccion primaria con una corta asignacion sobre los fondos de comunidad. Confina el term. por S. S. E. con el de Mabitac, que dista 1 ½ leg.; por O. con el de Pinilla á 3 leg.; por S. con la laguna de Bay, y por N. con la prov. de Nueva-Ecija. El terreno es montuoso, habiendo tambien algunas llanuras por las inmediaciones del referido rio y de otro que desagua en él, corriendo al E. del pueblo. En las tierras de labor se cosechan arroz, maiz, algodon, caña dulce y abacá. La caza, la fabricacion de algunas telas de algodon y abacá, en la que se ocupan con especialiadd las mugeres, son los ramos que forman su ind. pobl. 812 alm., y en 1845 pagaba 244 trib., que hacen 2,440 rs. plata, equivalentes á 6,100 rs. vn.
(Buzeta y Bravo, 1851, p. 299)

En 2020, tenía censados 34 511 habitantes.